# یواس‌اس کیووا (اس‌پی-۷۱۱)
یواس‌اس کیووا (اس‌پی-۷۱۱) (به انگلیسی: USS Kiowa (SP-711)) یک کشتی بود که طول آن ۳۵ فوت (۱۱ متر) بود. این کشتی در سال ۱۹۱۵ ساخته شد.